# Scipione Lancellotti
Scipione Lancellotti, auch Scipione Lancelotti (* vermutlich Dezember 1527 in Rom; † 2. Juni 1598 ebenda) war Kardinal der Römischen Kirche. Er war Mitglied der Kurie.

## Leben
Er war das zweite von vier Kindern des Orazio Lancellotti, Leibarzt von Papst Julius II. und dessen Ehefrau Antonina Aragonia. Sein Bruder Lancellotto wurde später Erzbischof von Rossano. Lancellotti war Onkel des späteren Kardinals Orazio Lancellotti. Weitere Kardinäle aus derselben Familie waren Giulio Gabrielli der Ältere, dessen Mutter eine geborene Lancellotti war, sowie Filippo Lancellotti.
Er studierte an der Universität Bologna und wurde dort 1547 zum Doctor iuris utriusque promoviert. Unter Papst Paul III. trat er in den Dienst der Kurie. Papst Paul IV. betraute ihn mit diplomatischen Missionen in der Romagna sowie in Venedig, Pius IV. mit solchen in Mailand, wo er Kardinal Karl Borromäus begegnete, und entsandte ihn an das Konzil von Trient, wo er den Botschafter Spaniens um Unterstützung ersuchen sollte, beim spanischen König, beim römischen König Maximilian II. sowie bei Herzog Albrecht V. von Bayern darauf hinzuwirken, dass die Teilnahme der Bischöfe am Konzil gefördert würde. Nach seiner Rückkehr wurde Lancellotti am 2. Oktober 1566 als Nachfolger des zum Kardinal erhobenen Prospero Santacroce zum Auditor der Römischen Rota ernannt. Kurz darauf wurde er von Papst Pius V. wiederum nach Trient entsandt, mit dem Auftrag, die tiefgreifenden Differenzen zwischen dem dortigen Erzbischof Kardinal Cristoforo Madruzzo und dessen Kapitel einerseits und dem Herzog von Bayern, König Maximilian II. und Erzherzog Ferdinand von Österreich auf der anderen Seite zu schlichten, diese Angelegenheit schloss er erfolgreich ab. In demselben Jahr war er als Mitarbeiter von Kardinal Giovanni Francesco Commendone beim Reichstag in Augsburg zugegen. Papst Gregor XIII. beauftragte ihn, Kardinal Flavio Orsini zu begleiten, als dieser als legatus a latere zu König Karl IX. von Frankreich entsandt wurde. Dabei „übertraf er die Erwartungen, welche aufgrund seiner Fähigkeiten und seines Wissens an ihn gerichtet wurden“.
Papst Gregor XIII. erhob ihn im Konsistorium vom 12. Dezember 1583 zum Kardinalat, der Kardinalshut und die Titelkirche San Simeone Profeta wurden ihm als Kardinalpriester am 9. Januar 1584 verliehen. Er war Teilnehmer am Konklave von 1585 mit der Wahl von Sixtus V. Am 20. April 1587 wechselte er zur Titelkirche San Salvatore in Lauro. Er nahm sowohl am ersten Konklave 1590, das Urban VII. zum Papst wählte, als auch am zweiten Konklave desselben Jahres teil, aus dem Gregor XIV. als Papst hervorging. Ferner war er unter den Kardinälen, als beim Konklave 1591 Papst Innozenz IX. gewählt wurde. Schließlich nahm er auch an der Papstwahl 1592 teil, die Clemens VIII. auf den Stuhl Petri brachte.
Scipione Lancellotti starb am 2. Juni 1598 in Rom und wurde in der Lateranbasilika beigesetzt.